# 乌尔日
乌尔日（法語：Hourges，法語發音：[uʁʒ]）是法国马恩省的一个市镇，属于兰斯区。

## 地理
乌尔日（49°16'54"N, 3°46'10"E）面积4.34 平方千米，位于法国大東部大區马恩省，该省份为法国东北部内陆省份，北起阿登省，西北接埃纳省，西南接塞纳-马恩省，南至奥布省，东南接上马恩省，东临默兹省。
与乌尔日接壤的市镇（或旧市镇、城区）包括：韦勒河畔布勒伊、克吕尼、塞尔济和普兰、安谢尔、旺德伊。

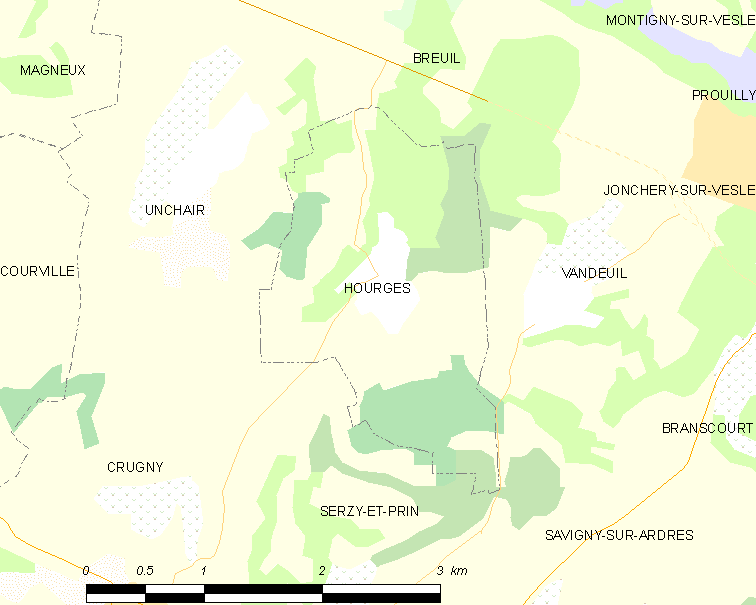
乌尔日的OSM定位图

乌尔日的时区为UTC+01:00、UTC+02:00（夏令时）。

## 行政
乌尔日的邮政编码为51140，INSEE市镇编码为51294。

## 政治
乌尔日所属的省级选区为菲姆-兰斯山县。

## 人口

1962-2008年间乌尔日人口变化图示

乌尔日于2022年1月1日时的人口数量为84人。